# Coradion altivelis
Coradion altivelis är en fiskart som beskrevs av Mcculloch, 1916. Coradion altivelis ingår i släktet Coradion och familjen Chaetodontidae. IUCN kategoriserar arten globalt som livskraftig. Inga underarter finns listade i Catalogue of Life.